# Missionari di San Francesco di Sales d'Annecy
I Missionari di San Francesco di Sales d'Annecy (in latino Missionarii Sancti Francisci Salesii de Annecio, in francese Missionaires de St. François de Sales) sono un istituto religioso maschile di diritto pontificio. I membri di questa congregazione clericale, detti popolarmente Fransaliani, pospongono al loro nome la sigla M.S.F.S.

## Storia
Le origini della congregazione risalgono al 1822, quando il sacerdote francese Pierre-Marie Mermier (1790-1862) organizzò presso il seminario vescovile di Annecy (Alta Savoia) una comunità di sacerdoti per la predicazione delle missioni parrocchiali: all'epoca della Restaurazione, concluso il periodo rivoluzionario, le autorità ecclesiastiche ritennero, infatti, necessario rievangelizzare il popolo e promuovere la pratica religiosa tra le classi umili.
La sede della comunità missionaria nel 1834 venne stabilita a La Roche-sur-Foron: il 29 settembre 1836 il vescovo di Annecy Pierre-Joseph Rey approvò il primo regolamento della compagnia. Il presule si adoperò anche per la trasformazione della comunità in congregazione religiosa e il 24 ottobre 1838 Mermier, insieme a cinque compagni, pronunciò i primi voti. La congregazione, detta originariamente dei Missionari d'Annecy, venne intitolata a san Francesco di Sales, che nel XVII secolo era stato il protagonista della ricattolicizzazione del Chiablese.
Papa Gregorio XVI concesse ai Missionari di San Francesco di Sales il decreto di lode il 2 giugno 1843. I religiosi dell'istituto espressero il desiderio di aprirsi all'apostolato missionario presso le popolazioni non cristiane, e la Congregazione per la Propagazione della Fede affidò ai Missionari l'evangelizzazione dell'India: nel 1845 i primi sei religiosi partirono per Visakhapatnam; l'India è oggi il paese dove i fransaliani sono più numerosi.
La Santa Sede ha approvato l'istituto il 19 maggio 1860 e le sue costituzioni religiose il 9 agosto 1889.

## Attività e diffusione
I Fransaliani si dedicano alla predicazione dei ritiri e delle missioni popolari, all'evangelizzazione dei non cristiani e alla direzione di collegi.
Contano case in Europa (Austria, Francia, Germania, Irlanda, Italia, Polonia, Svizzera), in Asia (India, Filippine, in Africa (Camerun,  Ciad, Gabon, Kenya, Mozambico, Namibia, Repubblica Centrafricana, Repubblica del Congo, Sudafrica, Tanzania, Uganda), in America (Brasile, Cile, Stati Uniti d'America, Saint Lucia) e in Australia; la sede generalizia è a Roma.
Alla fine del 2005 l'istituto contava 257 case e 1.253 religiosi, 695 dei quali sacerdoti.